# Guarita (kommun)
Guarita är en kommun i Honduras.   Den ligger i departementet Departamento de Lempira, i den västra delen av landet, 170 km väster om huvudstaden Tegucigalpa. Antalet invånare är 7 769.